# Cerberus Peak
Cerberus Peak är en bergstopp i Antarktis. Den ligger i Östantarktis. Australien gör anspråk på området. Toppen på Cerberus Peak är 2 637 meter över havet.
Terrängen runt Cerberus Peak är kuperad åt sydväst, men åt nordost är den bergig. Trakten är obefolkad. Det finns inga samhällen i närheten.